# زیردریایی یو-۴۲۶
زیردریایی یو-۴۲۶ (به انگلیسی: German submarine U-426) یک زیردریایی بود که طول آن ۶۷٫۱ متر (۲۲۰ فوت ۲ اینچ) بود. این زیردریایی در سال ۱۹۴۳ ساخته شد.